# Arkhara
Arkhara (en russe : Архара) est une commune urbaine russe et le centre administratif du raïon d'Arkhara de l'oblast de l'Amour, en Sibérie. Elle fait partie de l'établissement urbain d'Arkhara, et sa population s'élevait à 7 813 habitants au recensement de 2021.

## Géographie
La commune urbaine d'Arkhara se situe dans l'oblast de l'Amour en Russie. Il fait partie du district fédéral extrême-oriental. La commune urbaine fait partie du raïon d'Arkhara, un raïon de l'oblast dont il est le centre administratif. Elle fait partie de l'établissement urbain d'Arkhara, une municipalité dont elle est le chef-lieu.
Le fuseau horaire de la commune urbaine est MSK+7 (heure de Vladivostok). Le décalage horaire appliqué par rapport au temps universel coordonné est +09:00.

## Histoire
Le commune urbaine a été fondé en 1911.

## Démographie
Recensements (*) et estimations de la population,,:
| 2002 * | 2010* | 2021* | - |
| ------ | ----- | ----- | - |
| 10 847 | 9 585 | 7 813 | - |